# Еріх Ауербах
Еріх Ауербах (нім. Erich Auerbach , 9 листопада 1892 , Берлін — 13 жовтня 1957 , Воллінгфорд , Коннектикут) — німецький філолог, історик романських літератур, перекладач.

## Біографія
Народився 9 листопада 1892 року в Берліні в єврейській сім'ї. Вчився в Берліні, Фрайбурзі , Мюнхені . У 1913 отримав ступінь доктора права в Гайдельберзькому університеті . Брав участь у Першій світовій війні . Потім вирішив змінити професію, закінчив філологічний факультет Грайфсвальдського університету (1921). У 1923—1929 — службовець в Державній бібліотеці Пруссії в Берліні. Переклав Дж. Віко (1924). З 1929 викладав на філологічному факультеті Марбурзького університету . Після приходу нацистів до влади був у 1935 усунений від викладання. Емігрував до Туреччини, викладав у Стамбульському університеті. З 1947 жив і працював у США. Викладав в Пенсильванському університеті, у Принстоні, Єлі .

## Наукові інтереси

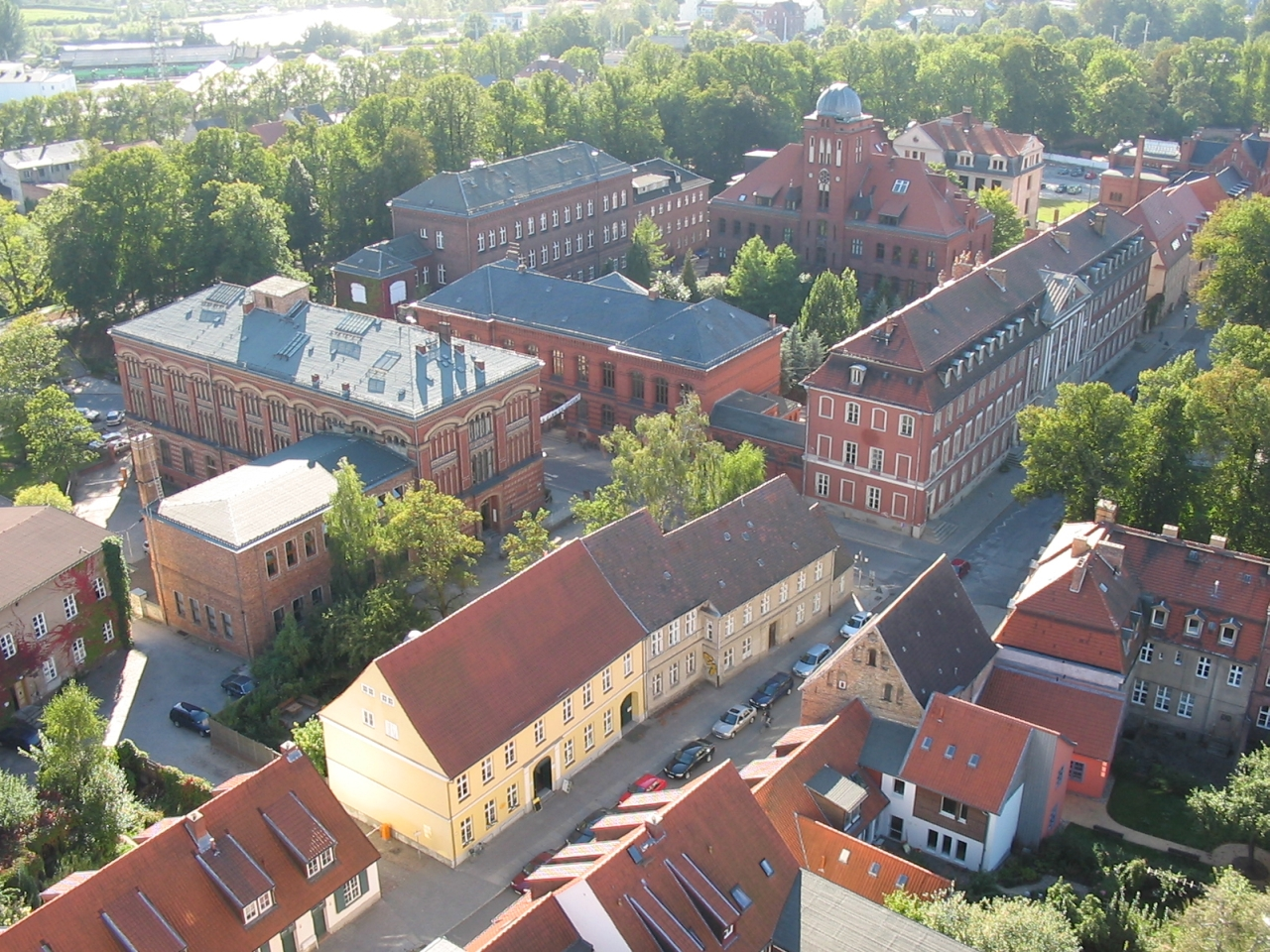
Грайфсвальдський університет - Alma Mater Еріха Ауербаха

Головна книга Ауербаха «Мімесис» (1946), написана в Стамбулі, була перекладена в 1953 на англійську, а потім й інші мови, отримала широку популярність, справила великий вплив на теорію і практику інтерпретації літератури, культури, історії в гуманітарних дисциплінах і соціальних науках Заходу; зокрема, під впливом «Мімесиса» Карло Гінзбург розробив свій мікроісторичний метод. Книга Мімесис вплинула на таких науковців, як Джордж Стайнер , Едвард Саїд , Дж. Гартман , Фредрік Джеймісон та ін.
Ця книга нарисів про європейську літературу від Гомера до Вірджинії Вулф стала буквально класичною: вона досі входить до обов'язкового канону студій літературознавства, культурології й романістики. Варто зазначити, що проблема репрезентації «реальності» перебувала в центрі вже першої книги Ауербаха — його праці про Данте (1929); в цій же праці він поставив проблему публіки, структур читацького розуміння, які були розвинуті в наступних працях.

## Праці
- Данте - поет земного світу / Dante als Dichter der iridischen Welt (1929)
- Віко і Гердер / Vico und Herder (1932)
- Французька публіка XVII століття /  Das französische Publikum des 17. Jahrhunderts (1933)
- Романтизм і реалізм / Romantik und realismus (1933)
- Нові студії Данте / Neue Dantestudien (1944)
- Мімезис. Зображення дійсності в європейській літературі / Mimesis. Dargestellte Wirklichkeit in der abendländischen Literatur (1946)
- Вступ до романської філології / Introduction aux études de philologie romane (1949)
- Чотири дослідження з історії освіти у Франції / Vier Untersuchungen zur Geschichte der französischen Bildung (1951)
- Типологічні мотиви в середньовічній літературі / Typologische Motive in der mittelalterlichen Literatur (1953)
- Літературна мова і публіка в часи пізньої латинської античності й Середньовіччя / Literatursprache und Publikum in der lateinischen Spätantike und im Mittelalter (1958)
- Сцени з драми Європейської літератури /  Scenes from the Drama of European Literature (1959)
- Збірник статей з романської філології / Gesammelte Aufsätze zur romanischen Philologie (1962)

## Переклади українською
- Еріх Ауербах. Мімезис. пер. з німецької Роман Осадчук. – Львів: Апріорі (анонс представника видавництва)[3]